# Dale Mitchell (Fußballspieler)
Dale Mitchell (* 21. April 1958 in Vancouver) ist ein ehemaliger kanadischer Fußballspieler und -trainer. Er wurde auf dem Höhepunkt seiner Karriere als bester Fußballspieler Kanadas beschrieben.

## Spielerkarriere

### Vereine
Mitchell spielte von 1977 bis 1978 für die Vancouver Whitecaps Fußball in der North American Soccer League. Danach wechselte er zum Ligakonkurrenten Portland Timbers, für den er von 1979 bis zu dessen Auflösung 1982 spielte. Nach Kanada zurückgekehrt, spielte er im Kalenderjahr 1983 für die Montreal Manic, bevor er in den Vereinigten Staaten bis 1988 für Tacoma Stars und Kansas City Comets in der Major Indoor Soccer League spielte. Erneut in Kanada, spielte er für den im Jahr 1986 gegründeten Verein Vancouver 86ers in der Canadian Professional Soccer League. Bevor er dort wieder 1990 und von 1992 bis 1993 erneut spielte, war er für Kansas City Comets, Baltimore Blast und Tacoma Stars in den US-amerikanischen Hallenfußballligen, mit einer Unterbrechung im Jahr 1991, als er für Toronto Blizzard spielte, aktiv. In drei aufeinander folgenden Spielzeiten gewann er mit den Vancouver Whitecaps jeweils die Meisterschaft.

### Nationalmannschaft
Sein Debüt als Nationalspieler gab er für die U20-Nationalmannschaft am 24. September 1976 bei der 0:2-Niederlage gegen die U20-Nationalmannschaft Jamaikas im Rahmen der CONCACAF U-20-Meisterschaft in Puerto Rico. Vier Jahre später bestritt er seine ersten sechs Länderspiele für die A-Nationalmannschaft, in denen er drei Tore erzielte. Bei seinem Debüt am 15. September 1980 in Vancouver beim 4:0-Sieg über die Nationalmannschaft Neuseelands gelangen ihm seine ersten beiden Tore, denen er bis zu seinem letzten und 55. Länderspiel im Jahr 1993 noch weitere 17 Tore folgen ließ.
Für das seinerzeit anstehende olympische Fußballturnier 1984 bestritt er im Jahr zuvor drei Qualifikationsspiele, von denen zwei gewonnen und eins verloren wurde. Im Turnier bestritt er alle drei Spiele der Gruppe 2 und erzielte beim 3:1-Sieg über die Nationalmannschaft Kameruns zwei Tore. Sein drittes im vierten und letzten Turnierspiel erzielte er im Viertelfinale, aus dem die „Seleção“ nach dem 4:2 im Elfmeterschießen als Sieger hervorgegangen war. Ferner gehörte er der Mannschaft an, die das erste Mal an einer Weltmeisterschaft teilnahm. Am 9. Juni 1986 bestritt er in Irapuato das letzte Spiel der Gruppe C, das mit 0:2 gegen die Nationalmannschaft der UdSSR verloren wurde. 1991 nahm er mit der Mannschaft am Turnier um den CONCACAF Gold Cup teil; in den drei Spielen der Gruppe A erzielte er gegen die Nationalmannschaften Honduras’ und Jamaikas jeweils zwei Tore. Sein letztes Länderspiel bestritt er am 15. August 1993 in Sydney bei der 1:2-Niederlage gegen die Nationalmannschaft Australiens in der interkontinentalen Qualifikation für die Weltmeisterschaft 1994.

### Erfolge
- CONCACAF-Meister 1985
- Kanadischer Meister 1988, 1989, 1990
- North American Soccer Champion 1990

### Auszeichnungen
- Aufnahme in die Soccer Hall of Fame von Kanada 2002
- Wahl in die beste Mannschaft Kanadas 2012
- Wahl in die Liste der besten 100 kanadischen Fußballspieler 2012
- Aufnahme in die Soccer Hall of Fame von British Columbia 2019

### Sonstiges
In 15 aufeinander folgenden Länderspielen Kanadas war er von 1992 bis 1993 stets präsent. Mit dem 2:0-Sieg über die Nationalmannschaft El Salvadors am 11. April 1993 bestritt er sein 50. Länderspiel – als erst dritter Nationalspieler Kanadas.

## Trainerkarriere
Seine Trainerlaufbahn nahm am 10. April 2000 als Trainerassistent von Paul James bei der U20-Nationalmannschaft sein Anfang. Zeitgleich bis Ende des Jahres 2001 war er auch Trainer der Vancouver Whitecaps. In dieser Zeit erlangte er die Trainerlizenz Stufe B, 2003 die Stufe A. Von 2002 bis 2007 war er für diese hauptverantwortlicher Trainer. Innerhalb dieses Zeitraumes war er im Jahr 2004 Trainerassistent der A-Nationalmannschaft von Frank Yallop. Von 2007 bis 2008 trainierte er diese hauptverantwortlich und wurde im März 2009 entlassen.

## Einzelnachweis / Anmerkung
1. ↑  Dale Mitchell auf canadasoccer.com
2. ↑  Widerspruch Inhalt Einzelnachweis / Aufstellung Vereinszugehörigkeiten 3. Weblink

| Personendaten    | Personendaten                               |
| ---------------- | ------------------------------------------- |
| NAME             | Mitchell, Dale                              |
| ALTERNATIVNAMEN  | Mitchell, Dale William (vollständiger Name) |
| KURZBESCHREIBUNG | kanadischer Fußballspieler und -trainer     |
| GEBURTSDATUM     | 21. April 1958                              |
| GEBURTSORT       | Vancouver, Kanada                           |